# Jenna Hellstrom
Jenna Hellstrom, née le 2 avril 1995, est une footballeuse internationale canadienne qui évolue au poste de milieu de terrain au Dijon FCO.

## Biographie
Elle est membre de l'Équipe du Canada féminine de soccer depuis le 5 mars 2018, à la suite d'une rencontre face à la Corée du Sud (victoire 3-0).